# NFL All-Pro Team
NFL All-Pro Team syftar till den laguppställning bestående av de mest framträdande spelarna på varje position under varje enskild säsong. Att bli utvald till All-Pro är en av de högst ansedda utmärkelserna inom NFL och även om det inte är en officiell utmärkelse från själva ligan (som exempelvis Pro Bowl) registreras varje medlem i ligans rekordböcker. De mest framstående spelarna i All-Pros historia är Jerry Rice och Jim Otto, båda har blivit utsedda tio gånger.
Den mest kända versionen av NFL All-Pro Team är den som varje år sedan 1940 utsetts av AP. AP har delat in uppställningarna i first team och second team där den första är där den bästa/de två bästa spelarna på varje position är listad. Second team består av de övriga spelarna som har fått en eller fler av de 50 rösterna. AP utser en vardera av quarterback, fullback, tight end, center, punter, kicker och returner, två vardera av running back/flex, receiver, offensive tackle, offensive guard, edge rusher, defensive tackle, cornerback och safety och tre linebackers.